# Rondissone
Rondissone (piemontesisch Rondisson) ist eine Gemeinde in der italienischen Metropolitanstadt Turin (TO), Region Piemont.

## Lage und Einwohner
Rondissone liegt in der canavesischen Tiefebene, 32 km nordöstlich von Turin an der Grenze zur Provinz Vercelli, auf einer Höhe von 211 m über dem Meeresspiegel. Das Gemeindegebiet umfasst eine Fläche von 10,65 km² und hat 1911 Einwohner (Stand 31. Dezember 2023). Rondissone liegt nahe dem Fluss Dora Baltea. 
Die Nachbargemeinden sind Mazzè, Cigliano, Saluggia, Chivasso, Torrazza Piemonte und Verolengo. 

## Geschichte

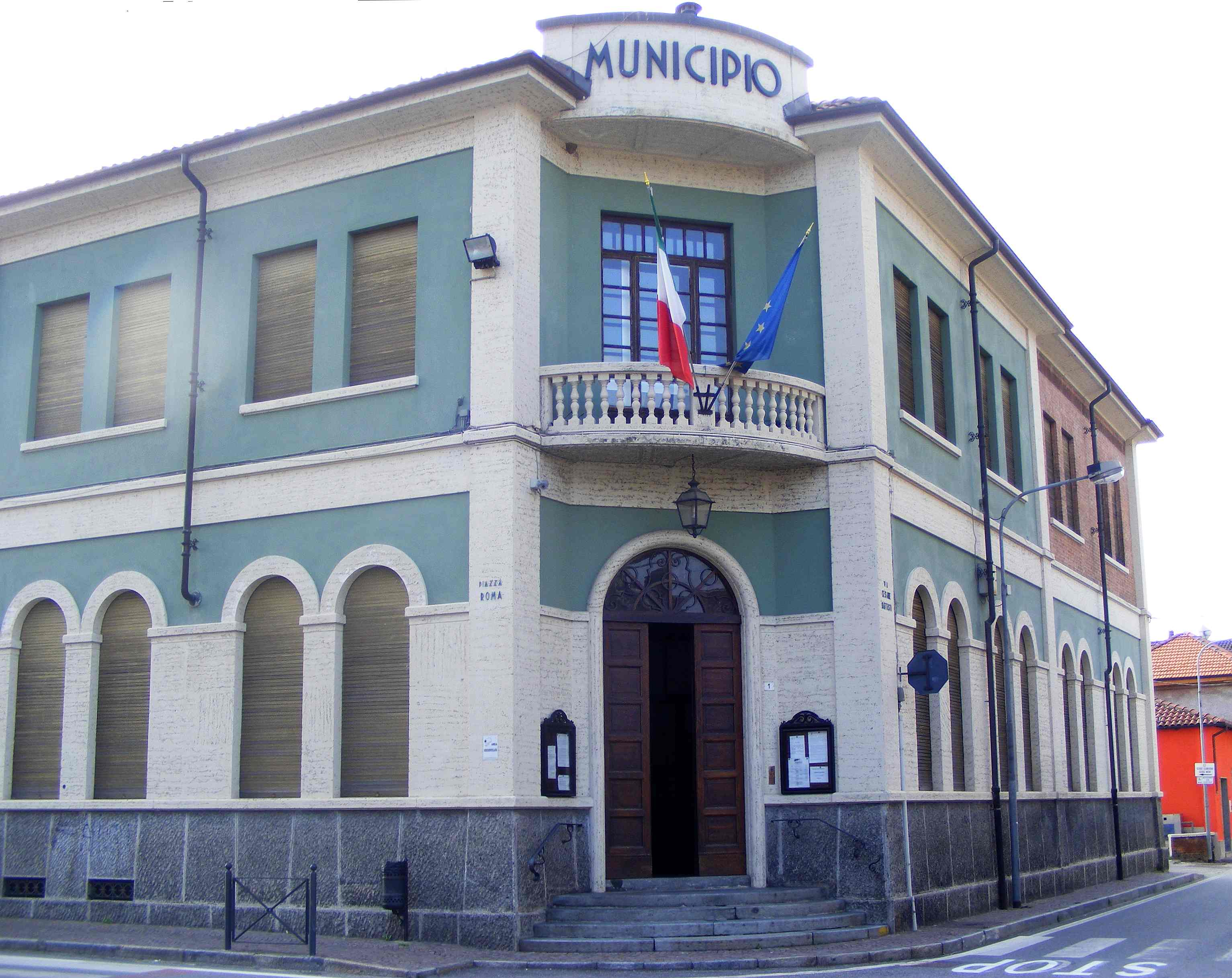
Gemeindeverwaltung

Der Ort wird erstmals im Jahre 1164 in einem Dokument erwähnt, in dem Kaiser Barbarossa das Gebiet den Fürsten von Montferrat schenkt.

## Partnergemeinden
- Peschici, seit 2003
- Mirabeau, seit 2010